# Dachpfannenprofil

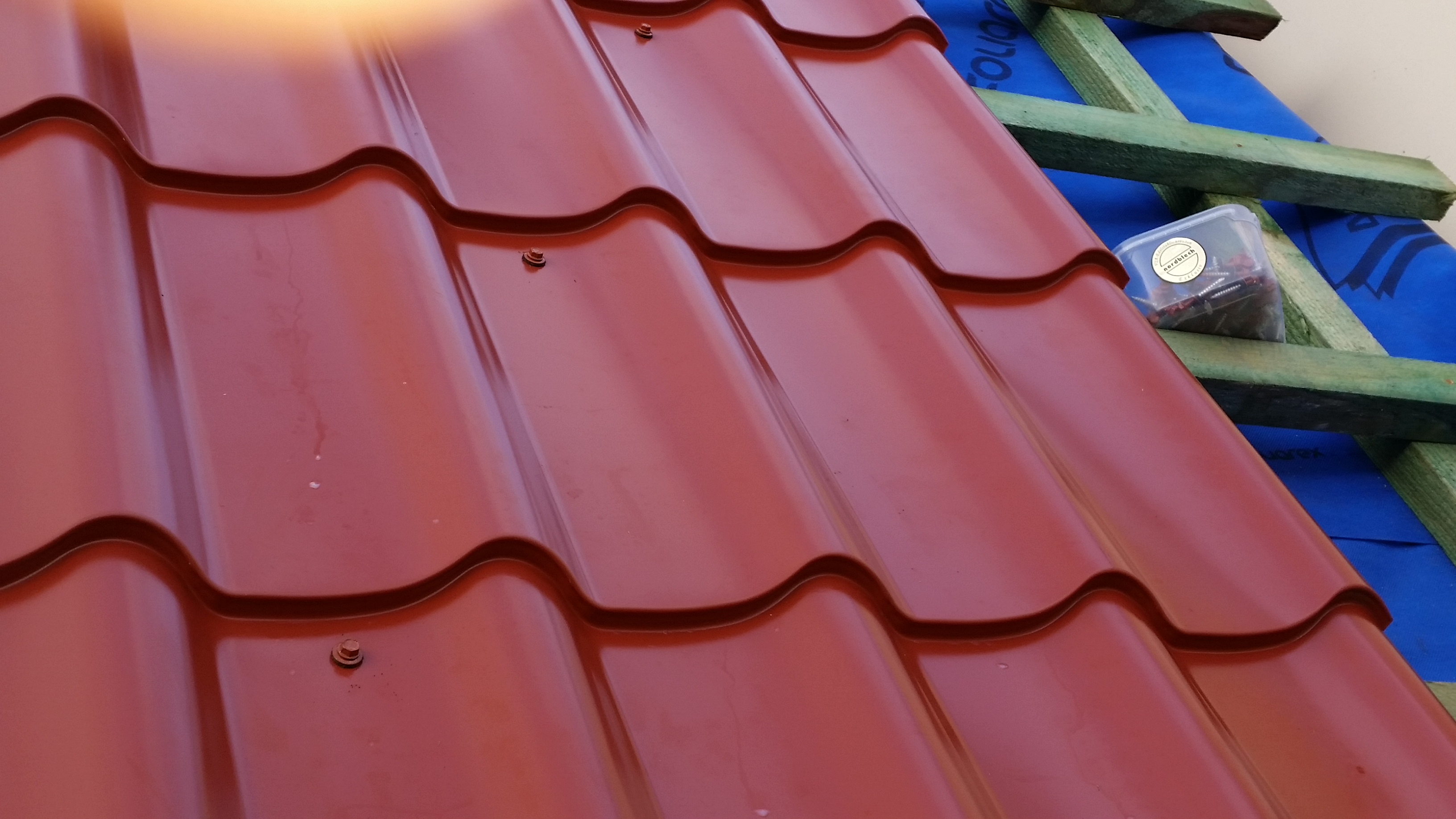
Montiertes Dachpfannenprofil

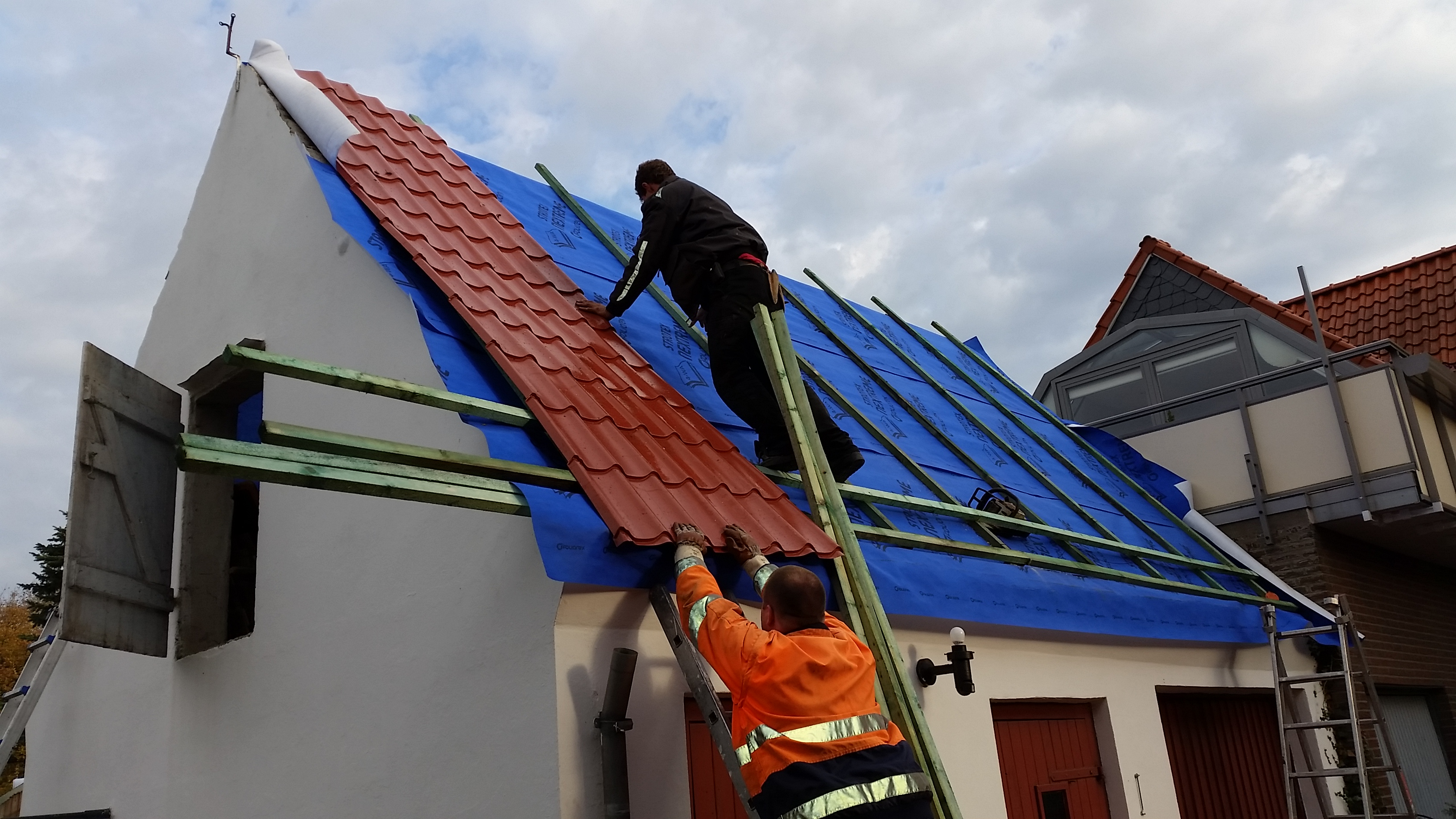
Dachpfannenprofil eindecken

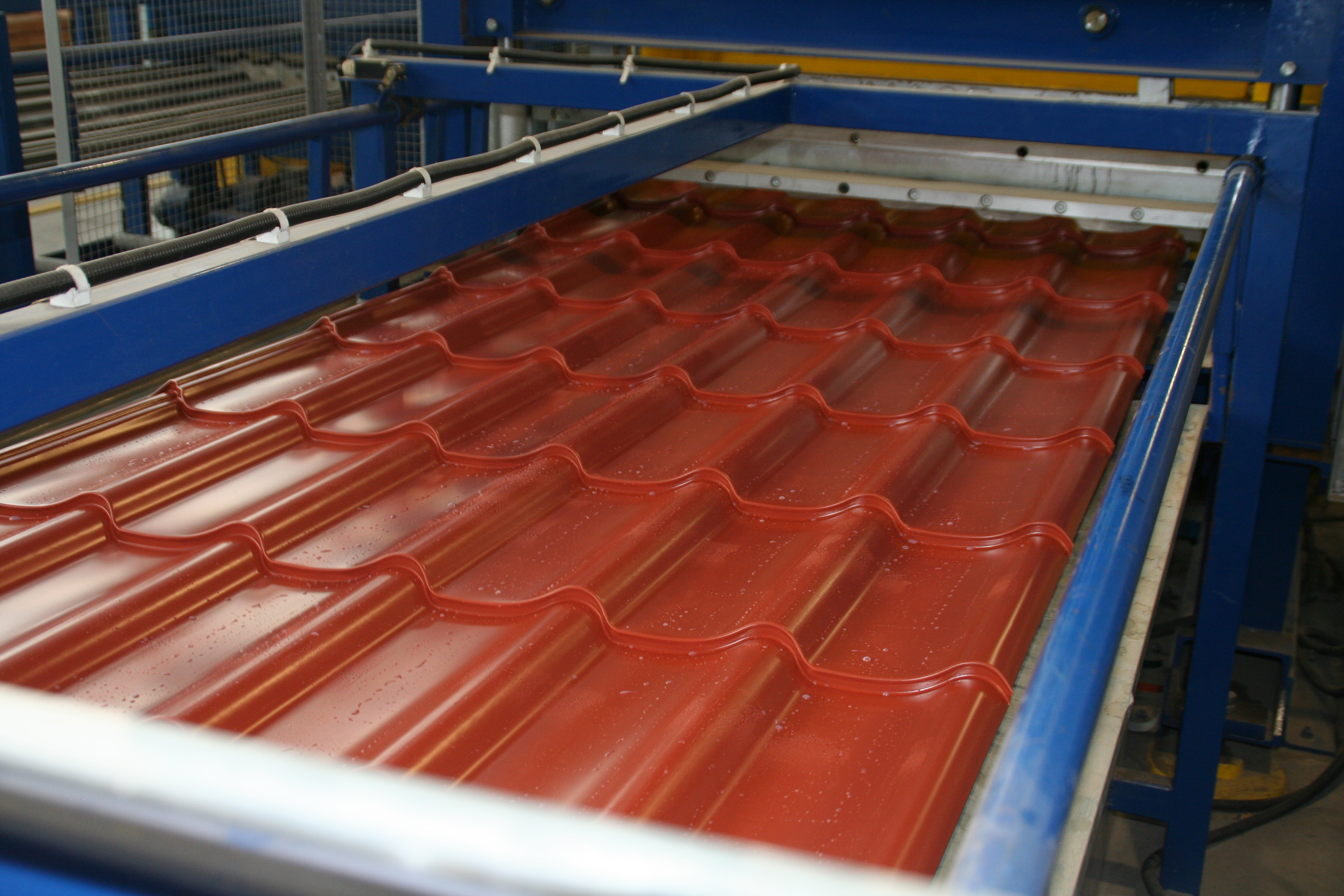
Herstellung von Dachpfannenblech

Dachpfannenprofile sind aus Bandstahl gewalzte und gestanzte  Profilbleche (im Gegensatz zu Trapezblech und Wellblech, deren Querschnitte trapezähnliche bzw. gekrümmte Linien aufweisen). Dachpfannenprofile (auch Dachpfannenbleche) finden vor allem in der Landwirtschaft und im Privatkundensegment Anwendung für Dacheindeckung von Nebengebäuden. Wegen Regengeräuschen werden in Deutschland kaum bewohnte Gebäuden mit Dachpfannenprofil eingedeckt.

## Herstellung, Material und Korrosionsschutz
Häufigstes Ausgangsmaterial sind wie bei Trapezblech Stahl-Feinbleche mit einer Stärke von ca. 0,35 bis 0,75 mm. Das gegebenenfalls vorher fertig beschichtete Blech wird von einem Coil (Blechrolle) durch einen Rollformer (Walzenstraße im Kaltverformungsverfahren mit einer großen Anzahl hintereinanderliegender Walzen) geführt, wobei ein Endlosprofil entsteht, das danach mit einer Profilschere auf die gewünschte Länge zugeschnitten wird. Die Stanzung findet im letzten Arbeitsschritt vor der Scherung statt. Die Farbbeschichtung ist "tiefziehfähig" und reißt daher nicht bei der Verformung/Stanzung, unterstützt von Kühlmittel und Ölen.
Zum Korrosionsschutz werden Stahlbleche standardmäßig verzinkt und bandbeschichtet. Die Bandbeschichtung ist in vielen unterschiedlichen Farben und Beschichtungsstärken möglich. Weitere Beschichtungsvarianten sind Aluzinkbeschichtung (Galvalume(R), verbesserter Korrosionsschutz gegenüber nur reiner Verzinkung), organische Beschichtung (ArcelorMittal Granite(R) Cloudy) und Dünnbeschichtung (DU, Farbstärke ca. 15 μm). Da Dachdeckungen mit Dachpfannenprofil meistens der klassischen Eindeckung mit Dachziegeln ähneln soll, werden überwiegend klassische Farben wie Schwarz, Anthrazit, Ziegelrot, Rotbraun oder Grün verwendet, wobei jede lieferbare RAL-Farbe möglich wäre.
Spezielle Blechvarianten sind:
- Sandwichpaneel in Dachpfannenform
- Antidröhnbeschichtete Bleche
- Antitropfbeschichtete Bleche (zur Aufnahme von sich eventuell bildendem Kondenswasser)

## Statik
Eine Statik wie beim klassischen Trapezblech gibt es hier nur bedingt, da das Dachpfannenprofil wie auch klassische Dachziegel (je nach Art) ca. alle 350 mm einen Auflagepunkt haben und dort verschraubt werden. Da die Dachpfannenbleche in der Regel auch sehr steil angebracht werden, ist eine Begehbarkeit auch nicht gegeben.
Wie auch bei Trapezblech ist beim Dachpfannenprofil eine produktionsbedingte Maximallänge unterschiedlich, die Breite richtet sich nach der Einlaufbreite des Coils.

## Verwendung
Dachpfannenprofile werden für Dacheindeckungen verwendet. In Deutschland werden sie überwiegend auf Nebengebäuden, Gartenhütten oder in der Landwirtschaft verwendet. Im Industriebau finden sie kaum Verwendung, da hier Trapezprofile und Hochprofile für den Einsatz als Dach- oder Fassadenabdeckung besser geeignet sind und schneller verarbeitet werden können. Besonders bei Renovierungen oder Neueindeckungen älterer Gebäude sind Gründe für den Ersatz klassischer Dachpfannen aus Ton oder Beton. Wesentliche Gründe, die hier für den Einsatz von Dachpfannenprofil sprechen sind:
- Das geringe Gewicht
- Der rasche Baufortschritt
- Die vergleichsweise geringen Kosten für die Montage
- Bei Renovierung kann die Unterkonstruktion der vorigen Dacheindeckung bei Eignung ohne Anpassung weiter genutzt werden.

Nachteile:
- Schallschutz
- Schwitzwasser
- Schwingungsanfälligkeit